# Штефан Клосснер
Штефан Клосснер (нім. Stephan Klossner; нар. 30 травня 1981, Берн, Швейцарія) — швейцарський футбольний арбітр, обслуговує матчі швейцарської Суперліги, арбітр ФІФА (з 2012).

## Біографія
Судить матчі чемпіонатів Швейцарії з футболу з 2008 року. 
15 серпня 2010 дебютував у матчі Суперліги між клубами «Санкт-Галлен» та «Грассгоппер», який завершився перемогою гостей з рахунком 1-2. 
12 липня 2012 провів дебютний матч у Лізі Європи між командами «Даугава» та «Судува», який завершився перемогою гостей з рахунком 2-3.
23 липня 2013 провів дебютний матч у Лізі чемпіонів між командами «Шахтар» (Караганда) та БАТЕ, в якому господарі здобули мінімальну перемогу 1-0.
Влітку 2014 обслуговав матчі юнацького чемпіонату Європи (U-19).

## Матчі національних збірних
| Дата              | Місце проведення            | Збірні                         | Рахунок | Турнір               | ЖК | YK · YK · RK | RK |
| ----------------- | --------------------------- | ------------------------------ | ------- | -------------------- | -- | ------------ | -- |
| 14 серпня 2012    | Вадуц, Ліхтенштейн          | Ліхтенштейн – Андорра          | 1 – 0   | Товариський матч     | 1  | 0            | 0  |
| 11 жовтня 2013    | Андорра-ла-Велья, Андорра   | Андорра – Румунія              | 0 – 4   | Кваліфікація ЧЄ 2014 | 6  | 0            | 0  |
| 5 березня 2014    | Косовська Мітровіца, Косово | Косово – Гаїті                 | 0 – 0   | Товариський матч     | 1  | 0            | 0  |
| 25 травня 2014    | Лансі, Швейцарія            | Сенегал – Косово               | 3 – 1   | Товариський матч     | 1  | 0            | 0  |
| 31 травня 2014    | Осло, Норвегія              | Норвегія – Росія               | 1 – 1   | Товариський матч     | 2  | 0            | 0  |
| 29 березня 2016   | Лейрія, Португалія          | Португалія – Бельгія           | 2 – 1   | Товариський матч     | 2  | 0            | 0  |
| 29 травня 2016    | Санкт-Галлен, Швейцарія     | Боснія і Герцеговина – Іспанія | 1 – 3   | Товариський матч     | 1  | 0            | 1  |
| 13 листопада 2016 | Софія, Болгарія             | Болгарія – Білорусь            | 1 – 0   | Кваліфікація ЧС 2018 | 6  | 1            | 0  |